# Palaemnema paulicaxa
Palaemnema paulicaxa là loài chuồn chuồn trong họ Platystictidae. Loài này được Calvert mô tả khoa học đầu tiên năm 1931.